# Volkskommissariat (Finnland)

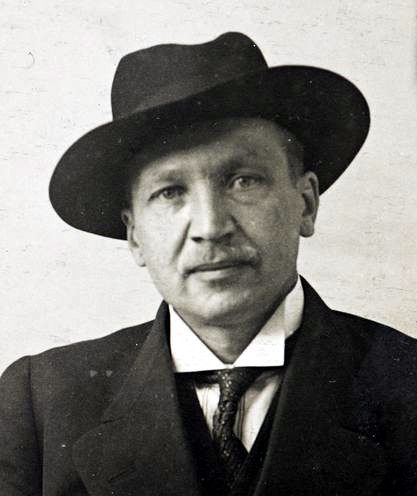
Kullervo Manner (1918), Vorsitzender des Volkskommissariats

Das finnische Volkskommissariat (auch  Volksdelegation), originalsprachlich finnisch Suomen kansanvaltuuskunta und schwedisch Finska folkdelegationen, war die sozialistische Revolutionsregierung, die sich zu Beginn des Finnischen Bürgerkrieges am 27. und 28. Januar 1918 konstituierte. Das provisorische Exekutivgremium bestand dem sowjetischen Vorbild entsprechend aus 12 bis 14 delegierten Volkskommissaren, denen gleichsam wie Ministern in einer bürgerlichen Regierung jeweils ein abgegrenzter Zuständigkeitsbereich eigenverantwortlich oblag. Die Delegierten rekrutierten sich aus den radikalsten Organisationen und Vertretern der finnischen Arbeiterbewegung, unter der Leitung des Parteivorsitzenden der Sozialdemokraten (SDP) Kullervo Manner. Dem Volkskommissariat als Kontrollorgan und Legislative beigestellt war der allgemeine  Arbeiterrat, der weitgehend paritätisch von  den wichtigsten an der Revolution beteiligten Arbeiterorganisationen besetzt wurde, neben der SDP waren das vor allem der Gewerkschaftsbund und die paramilitärischen Roten Garden. Jedoch gelang es dem Obersten Arbeiterrat im allgemeinen Aufruhr nicht sich als wirkmächtiges Staatsorgan zu etablieren und blieb gegenüber dem Volkskommissariat von geringer Bedeutung.

## Geschichte

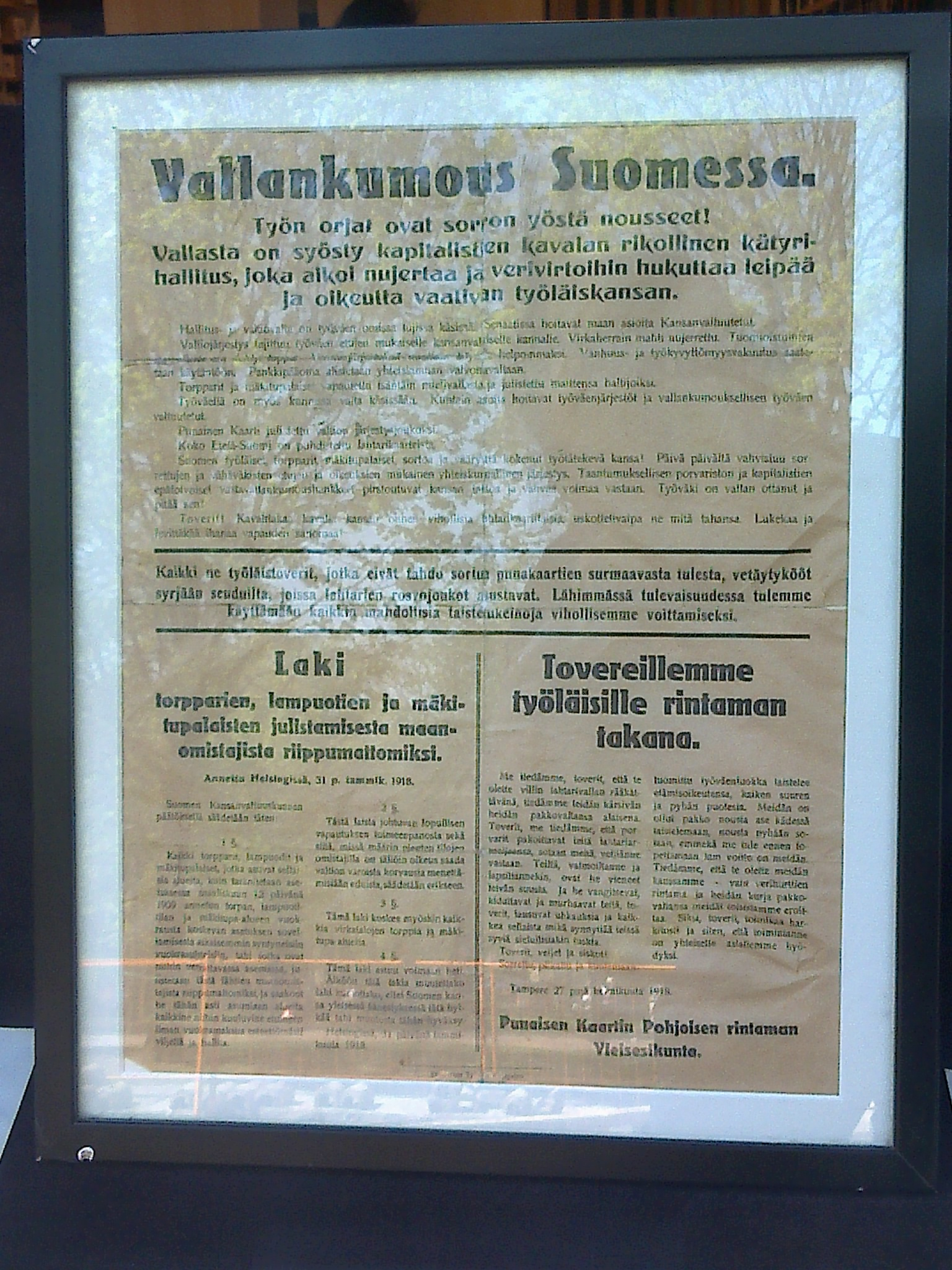
Bekanntmachung der Finnischen Revolution („Vallankumous Suomessa“) am 27. Januar 1918

Der Bildung der revolutionären Regierung war am 23. Januar der neuerliche Ausruf des Generalstreiks vorausgegangen, nachdem der Generalstreik im November 1917 bereits nach sechs Tagen abgebrochen worden war, entschied das Arbeiterexekutivkomitee für den 27. Januar die Revolution auszurufen. Im Anschluss kam es auf Vorschlag des Komitees zur Bildung der Delegation der Volkskommissare und des Allgemeinen Arbeiterrates.

Einflusssphären während der mittleren Phase des Bürgerkrieges bis zu Beginn des Feldzuges gegen Tampere in der 2. Märzhälfte 1918

Zeitgleich mit Ausrufung der Revolution setzten Operationen des bisherigen Militärs ein. Im damit begonnenen Bürgerkrieg konnten sich die Revolutionäre lediglich im Süden zeitweilig durchsetzen und nur dort tatsächlich die Staatsgewalt ausüben, während der Norden des Landes von den  „Weißen“ regiert wurde. Wenn auch das Gebiet der „Roten“ nur einen kleinen Teil des Staatsgebietes ausmachte, so befanden sich mit Turku und Helsinki sowohl die historische als auch die aktuelle Hauptstadt Finnlands und mit Tampere das bedeutendste Industriezentrum unter ihrer Kontrolle. Das Volkskommissariat wurde allein von der Sowjetunion als rechtmäßige finnische Regierung anerkannt. Da die militärische Situation der Roten Garden durch das massive Eingreifen deutscher Truppen immer prekärer wurde, wichen die meisten Vertreter der „Volksregierung“ nach dem Zusammenbruch der Westfront infolge der schweren Niederlage in der Schlacht um Tampere Anfang April 1918 von Helsinki nach Wyborg aus. In den folgenden Wochen bis zu ihrer Auflösung am 1. Mai verloren die revolutionären Organe im Chaos der letzten Scharmützel des Bürgerkrieges zunehmend an Einfluss. Viele ehemalige Volkskommissare konnten ins Ausland entkommen, vor allem in die Sowjetunion, so auch Kullervo Manner, der dort als Opfer des Großen Terrors 1939 in einem Arbeitslager des Gulag starb.
Die vom  Volkskommissariat unter Federführung des Kommissars für Erziehung  Otto Ville Kuusinen ausgearbeitete freiheitliche und demokratische Verfassung wurde nicht wie geplant einer Volksabstimmung zur Entscheidung gebracht.

## Belege und Anmerkungen
1. ↑   histdoc.net:  The revolutionary government of Finland.
2. 1 2  Toivo J. Paloposki: Quellenkunde zur Geschichte Finnlands, Wiesbaden 1988
3. ↑  Die Bezeichnungen „Rote“ und „Weiße“ sind selbst in wissenschaftlichen Publikationen zum finnischen Bürgerkrieg gängige Begriffe, die wie offizielle Namen verwendet werden.